# Landschaftsschutzgebiet Ruhrtal bei Hofanlage Laer
Das Landschaftsschutzgebiet Ruhrtal bei Hofanlage Laer mit 15,2 ha Fläche lag im Stadtgebiet von Meschede und im Hochsauerlandkreis. Das Gebiet wurde 1994 mit dem Landschaftsplan Meschede durch den Kreistag des Hochsauerlandkreises als Landschaftsschutzgebiet (LSG) ausgewiesen. Es war bis 2020 eines von 102 Landschaftsschutzgebieten in der Stadt Meschede. In der Stadt gibt es ein Landschaftsschutzgebiet vom Typ A, 51 Landschaftsschutzgebiete vom Typ B und 50 Landschaftsschutzgebiete vom Typ C. Das Landschaftsschutzgebiet Ruhrtal bei Hofanlage Laer wurde als Landschaftsplangebiet vom Typ C, Wiesentäler, ausgewiesen. Seit 2020 gehört die Fläche zum Landschaftsschutzgebiet Ruhrauenabschnitte zwischen Henne und Wenne.

## Beschreibung
Das LSG bestand aus zwei Teilflächen und liegt östlich und westlich von Schloss Laer. Im LSG befinden sich die Ruhr mit Grünland in der Flussaue. Das Naturschutzgebiet Ruhrtal bei Laer grenzte westlich an das LSG an.

## Schutzvorschriften
Wie in den anderen Landschaftsschutzgebieten vom Typ C im Landschaftsplangebiet Meschede besteht in diesem LSG ein Umwandlungsverbot von Grünland und Grünlandbrachen in Acker oder andere Nutzungsformen. Eine Erstaufforstung und eine Anlage von Weihnachtsbaumkulturen ist verboten. Eine maximal zweijährige Ackernutzung innerhalb von zwölf Jahren ist erlaubt, falls damit die Erneuerung der Grasnarbe vorbereitet wird. Dies gilt als erweiterter Pflegeumbruch. Beim erweiterten Pflegeumbruch muss ein Mindestabstand von fünf Metern vom Mittelwasserbett eingehalten werden.

## Schutzzweck
Die Ausweisung erfolgte zur Ergänzung der Naturschutzgebiets-Ausweisung von Meschede um ein Offenlandbiotop-Verbundsystem zu schaffen, damit Tiere und Pflanzen Wanderungs- und Ausbreitungsmöglichkeiten behalten, und dem Erhalt der Vorkommen geschützter Vogelarten sowie dem Schutz artenreicher Pflanzengesellschaften.